# Unione Sportiva Piombino 1952-1953
Questa voce raccoglie le informazioni riguardanti l'Unione Sportiva Piombino nelle competizioni ufficiali della stagione 1952-1953.

## Organigramma societario
Area direttiva
- Presidente: Baldino Giusti

Area tecnica
- Allenatore: Nello Bechelli (fino alla 29ª giornata), poi Ferruccio Valcareggi
- Allenatore in seconda: Bruno Mochi

## Rosa
| N. |                   | Ruolo | Calciatore       |
| -- | ----------------- | ----- | ---------------- |
|    | Italia (bandiera) | P     | Arnaldo Albenzi  |
|    | Italia (bandiera) | P     | Doriano Carlotti |
|    | Italia (bandiera) | D     | Elio Binda       |
|    | Italia (bandiera) | D     | Luigi Coeli      |
|    | Italia (bandiera) | D     | Bruno Mezzacapo  |
|    | Italia (bandiera) | D     | Elvio Sabatini   |
|    | Italia (bandiera) | C     | Emilio Bonci     |
|    | Italia (bandiera) | C     | Mario Corti      |
|    | Italia (bandiera) | C     | Luigi Falchi     |
|    | Italia (bandiera) | C     | Remo Lancioni    |
|    | Italia (bandiera) | C     | Armando Ortolano |

| N. |                   | Ruolo | Calciatore                      |
| -- | ----------------- | ----- | ------------------------------- |
|    | Italia (bandiera) | C     | Ferruccio Valcareggi (capitano) |
|    | Italia (bandiera) | C     | Valentino Valli                 |
|    | Italia (bandiera) | A     | Gianni Basile                   |
|    | Italia (bandiera) | A     | Giovanni Bodini                 |
|    | Italia (bandiera) | A     | Giovanni Colombelli             |
|    | Italia (bandiera) | A     | Ippolito Montiani               |
|    | Italia (bandiera) | A     | Pasquale Morisco                |
|    | Italia (bandiera) | A     | Antonio Pellis                  |
|    | Italia (bandiera) | A     | Pasquale Sansolini              |

## Calciomercato
| Acquisti | Acquisti             | Acquisti   | Acquisti      |
| R.       | Nome                 | da         | Modalità      |
| -------- | -------------------- | ---------- | ------------- |
| D        | Elio Binda           | Juventus   | prestito      |
| D        | Mario Corti          | Sampdoria  | prestito      |
| C        | Ferruccio Valcareggi | Brescia    | definitivo    |
| C        | Guido Ansaldi        | Cecina     | fine prestito |
| A        | Gianni Basile        | Fiorentina | definitivo    |
| A        | Valentino Valli      | Legnano    | definitivo    |

| Cessioni | Cessioni             | Cessioni         | Cessioni      |
| R.       | Nome                 | a                | Modalità      |
| -------- | -------------------- | ---------------- | ------------- |
| D        | Iro Bonci            | Riccione         | definitivo    |
| D        | Emilio Reami         | San Carlo Solvay | prestito      |
| C        | Guido Ansaldi        |                  | [ 2 ]         |
| C        | Enzo Cozzolini       | Catania          | definitivo    |
| A        | Pietro Biagioli      | Fiorentina       | fine prestito |
| A        | Sergio Picchi        |                  | [ 2 ]         |
| A        | Enrico Zucchinali    | Brescia          | definitivo    |
|          | Sergio Bettini       |                  | [ 2 ]         |
|          | Sauro Tani           |                  | [ 2 ]         |
|          | Doriano Gherardi     |                  | [ 2 ]         |
|          | Umberto Ridi         |                  | [ 2 ]         |
|          | Pietro Cattaneo      |                  | [ 2 ]         |
|          | Gian Carlo Fulceri   |                  | [ 2 ]         |
|          | Bernardino Ticciatti |                  | [ 2 ]         |
|          | Nedo Bensi           |                  | [ 2 ]         |

## Risultati

### Serie B

#### Girone di andata
| Arbitro: | Arpaia (Roma) |

|  |           |              |
|  | Marcatori | 32’ Malavasi |

| Arbitro: | Occhinegro (Taranto) |

|                                                        |           |              |
| Bodini 33’, 88’ Valcareggi 43’ Basile 45’ Montiani 73’ | Marcatori | 25’ Andersen |

| Arbitro: | Righi (Milano) |

|                                     |           |  |
| Gremese 15’ Chiumento 57’ Persi 73’ | Marcatori |  |

| Arbitro: | Tassini (Verona) |

|                          |           |  |
| Valcareggi 8’ Basile 73’ | Marcatori |  |

| Vicenza 12 ottobre 1952 5ª giornata | Vicenza      | 0 – 0 (0 – 0) referto | Piombino | Stadio Romeo Menti (3 500 spett.)\| Arbitro: \| Coppa (Como) \| |
| Arbitro:                            | Coppa (Como) |                       |          |                                                                 |

| Arbitro: | Lo Bello (Siracusa) |

|                           |           |               |
| Torreano 37’ Manzardo 76’ | Marcatori | 50’ Sansolini |

| Arbitro: | Rigato (Mestre) |

|                              |           |                              |
| Basile 80’ Bodini 87’ (rig.) | Marcatori | 18’ Sentimenti 37’ Marchetto |

| Arbitro: | De Gregorio (Legnano) |

|                   |           |            |
| Forlani 6’ (rig.) | Marcatori | 79’ Bodini |

| Arbitro: | Guarnaschelli (Pavia) |

|  |           |                      |
|  | Marcatori | 9’ Gennari 80’ Golin |

| Arbitro: | Perego (Milano) |

|                     |           |                           |
| Scagliarini 2’, 59’ | Marcatori | 8’ Montiani 89’ Mezzacapo |

| Arbitro: | De Leo (Mestre) |

|                       |           |  |
| Binda 8’ Ortolano 25’ | Marcatori |  |

| Arbitro: | Campanati (Milano) |

|              |           |  |
| Montiani 41’ | Marcatori |  |

| Arbitro: | Lo Bello (Siracusa) |

|                    |           |                   |
| Morisco 27’ (aut.) | Marcatori | 31’ (rig.) Bodini |

| Arbitro: | Canepa (Genova) |

|                               |           |                     |
| Sansolini 24’, 62’ Bodini 43’ | Marcatori | 16’ Borra 80’ Posio |

| Arbitro: | De Gregorio (Legnano) |

|                            |           |  |
| Scarpato 14’ Baccalini 59’ | Marcatori |  |

| Arbitro: | Grandeville (Roma) |

|               |           |  |
| Matteucci 10’ | Marcatori |  |

| Arbitro: | Casati (Varese) |

|             |           |  |
| Morisco 39’ | Marcatori |  |

#### Girone di ritorno
| Arbitro: | Lo Bello (Siracusa) |

|             |           |  |
| Colombo 18’ | Marcatori |  |

| Arbitro: | Perego (Milano) |

|                                                 |           |                                          |
| Camporese 6’ Lazzarini 12’ (rig.) Agnoletto 19’ | Marcatori | 22’ Morisco 56’ Valcareggi 89’ Mezzacapo |

| Piombino 8 febbraio 1953 20ª giornata | Piombino              | 0 – 0 (0 – 0) referto | Genoa | Stadio Magona d'Italia (2 500 spett.)\| Arbitro: \| Piemonte (Monfalcone) \| |
| Arbitro:                              | Piemonte (Monfalcone) |                       |       |                                                                              |

| Arbitro: | Caputi (Molfetta) |

|                            |           |  |
| Mannocci 58’, 80’ Moro 72’ | Marcatori |  |

| Arbitro: | Valsecchi (Milano) |

|                |           |                          |
| Binda 29’, 79’ | Marcatori | 5’ Vergazzola 46’ Fabris |

| Arbitro: | Arpaia (Roma) |

|                      |           |  |
| Binda 44’ Bodini 79’ | Marcatori |  |

| Arbitro: | Ferrari (Milano) |

|          |           |  |
| Lodi 15’ | Marcatori |  |

| Piombino 15 marzo 1953 25ª giornata | Piombino     | 0 – 0 (0 – 0) referto | Marzotto Valdagno | Stadio Magona d'Italia (1 500 spett.)\| Arbitro: \| Coppa (Como) \| |
| Arbitro:                            | Coppa (Como) |                       |                   |                                                                     |

| Arbitro: | Righi (Milano) |

|                 |           |                |
| Binda 5’ (aut.) | Marcatori | 46’ Colombelli |

| Arbitro: | Ferrari (Milano) |

|  |           |                  |
|  | Marcatori | 17’ (aut.) Coeli |

| Arbitro: | Fortina (Novara) |

|                          |           |          |
| Rabitti 25’ Dalcerri 67’ | Marcatori | 4’ Corti |

| Arbitro: | Marangio (Roma) |

|                    |           |  |
| Micheloni 60’, 72’ | Marcatori |  |

| Piombino 19 aprile 1953 30ª giornata | Piombino        | 0 – 0 (0 – 0) referto | Salernitana | Stadio Magona d'Italia\| Arbitro: \| Perego (Milano) \| |
| Arbitro:                             | Perego (Milano) |                       |             |                                                         |

| Arbitro: | Rigato (Mestre) |

|           |           |  |
| Farina 2’ | Marcatori |  |

| Arbitro: | Caputi (Molfetta) |

|                                               |           |             |
| Ortolano 31’ Valcareggi 32’ Bodini 50’ (rig.) | Marcatori | 39’ Bonaiti |

| Arbitro: | Bernardi (Bologna) |

|                        |           |                    |
| Bodini 11’ (rig.), 43’ | Marcatori | 26’ (rig.) Tessaro |

| Siracusa 31 maggio 1953 34ª giornata | Siracusa                     | 0 – 0 (0 – 0) referto | Piombino | Stadio Vittorio Emanuele III (10 000 spett.)\| Arbitro: \| Agnolin (Bassano del Grappa) \| |
| Arbitro:                             | Agnolin (Bassano del Grappa) |                       |          |                                                                                            |

## Statistiche

### Statistiche di squadra
| Competizione | Punti | In casa | In casa | In casa | In casa | In casa | In casa | In trasferta | In trasferta | In trasferta | In trasferta | In trasferta | In trasferta | Totale | Totale | Totale | Totale | Totale | Totale | DR |
| Competizione | Punti | G       | V       | N       | P       | Gf      | Gs      | G            | V            | N            | P            | Gf           | Gs           | G      | V      | N      | P      | Gf     | Gs     | DR |
| ------------ | ----- | ------- | ------- | ------- | ------- | ------- | ------- | ------------ | ------------ | ------------ | ------------ | ------------ | ------------ | ------ | ------ | ------ | ------ | ------ | ------ | -- |
| Serie B      | 28    | 17      | 8       | 5       | 4       | 23      | 14      | 17           | 0            | 7            | 10           | 10           | 26           | 34     | 8      | 12     | 14     | 33     | 40     | -7 |

### Andamento in campionato
| Giornata  | 1 | 2 | 3 | 4 | 5 | 6 | 7 | 8 | 9 | 10 | 11 | 12 | 13 | 14 | 15 | 16 | 17 | 18 | 19 | 20 | 21 | 22 | 23 | 24 | 25 | 26 | 27 | 28 | 29 | 30 | 31 | 32 | 33 | 34 |
| --------- | - | - | - | - | - | - | - | - | - | -- | -- | -- | -- | -- | -- | -- | -- | -- | -- | -- | -- | -- | -- | -- | -- | -- | -- | -- | -- | -- | -- | -- | -- | -- |
| Luogo     | C | C | T | C | T | T | C | T | C | T  | C  | C  | T  | C  | T  | T  | C  | T  | T  | C  | T  | C  | C  | T  | C  | T  | C  | T  | T  | C  | T  | C  | C  | T  |
| Risultato | P | V | P | V | N | P | N | N | P | N  | V  | V  | N  | V  | P  | P  | V  | P  | N  | N  | P  | N  | V  | P  | N  | N  | P  | P  | P  | N  | P  | V  | P  | N  |

Legenda:

Luogo: C = Casa; T = Trasferta. Risultato: V = Vittoria; N = Pareggio; P = Sconfitta.

### Statistiche dei giocatori
| Giocatore     | Serie B  | Serie B | Serie B     | Serie B    |
| Giocatore     | Presenze | Reti    | Ammonizioni | Espulsioni |
| ------------- | -------- | ------- | ----------- | ---------- |
| A. Albenzi    | 26       | -31     | ?           | ?          |
| G. Basile     | 19       | 3       | ?           | ?          |
| E. Binda      | 32       | 4       | ?           | ?          |
| G. Bodini     | 33       | 8       | ?           | ?          |
| E. Bonci      | 24       | 0       | ?           | ?          |
| D. Carlotti   | 8        | -7      | ?           | ?          |
| L. Coeli      | 17       | 0       | ?           | ?          |
| G. Colombelli | 8        | 1       | ?           | ?          |
| M. Corti      | 20       | 1       | ?           | ?          |
| L. Falchi     | 0        | 0       | ?           | ?          |
| R. Lancioni   | 32       | 0       | ?           | ?          |
| B. Mezzacapo  | 27       | 2       | ?           | ?          |
| I. Montiani   | 19       | 3       | ?           | ?          |
| P. Morisco    | 27       | 2       | ?           | ?          |
| A. Ortolano   | 22       | 2       | ?           | ?          |
| A. Pellis     | 9        | 0       | ?           | ?          |
| P. Sansolini  | 10       | 3       | ?           | ?          |
| F. Valcareggi | 33       | 4       | ?           | ?          |
| V. Valli      | 8        | 0       | ?           | ?          |